# Акташ, Нильсу Берфин
Нильсу́ Берфи́н Акта́ш (тур. Nilsu Berfin Aktaş; род. 17 августа 1998, Анкара) — турецкая актриса

 кино и телевидения.

## Ранние годы
Нильсу Берфин Акташ родилась 17 августа 1998 года в Анкаре (Турция). Она окончила Академию искусств Talent House и в 2018 году была отмечена наградой на конкурсе «Будущая звезда».

## Карьера
С 2019 по 2021 год Акташ играла роль Гёкче Моллаоглу в телесериале «Полярная звезда». В 2021 году она сыграла роль Хаят в телесериале «Моя жизнь». С 2022 по 2023 год играла роль Гизем Демирджи в телесериале «Пусть жизнь идёт своим чередом». В 2022 году Акташ стала лауреатом премии «Золотая бабочка» в категории «Восходящая звезда». Она также снимается в рекламных роликах.

## Личная жизнь
С 2021 по 2023 год Акташ была замужем за бизнесменом Сердаром Сертчеликом.

## Фильмография
| Год       |   | Русское название               | Оригинальное название     | Роль            |
| --------- | - | ------------------------------ | ------------------------- | --------------- |
| 2019      | ф | Совпадение                     | Rastlantı                 | Зейнеп          |
| 2019—2021 | с | Полярная звезда                | Kuzey Yıldızı             | Гёкче Моллаоглу |
| 2021      | с | Время смерти                   | Ölüm Zamani               | Дилара          |
| 2021      | с | Моя жизнь                      | Benim Hayatım             | Хаят            |
| 2022      | с | Сердечная рана                 | Kalp Yarası               | Пынар           |
| 2022—2023 | с | Пусть жизнь идёт своим чередом | Gelsin Hayat Bildiği Gibi | Гизем Демирджи  |
| 2023      | с | Летняя песня                   | Yaz Şarkısı               | Яз              |